# Helyett (equip ciclista)

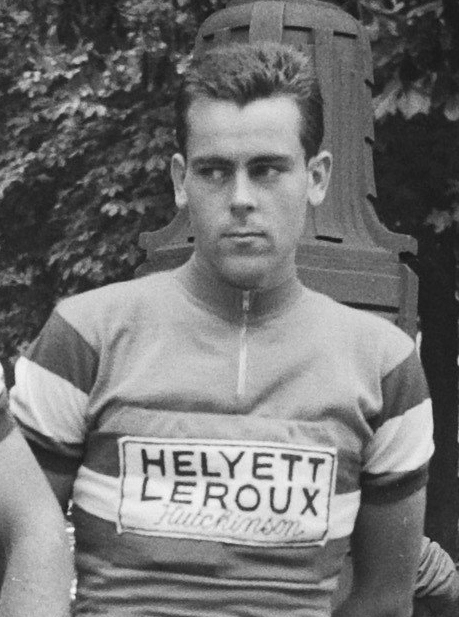
Jo de Roo al 1960

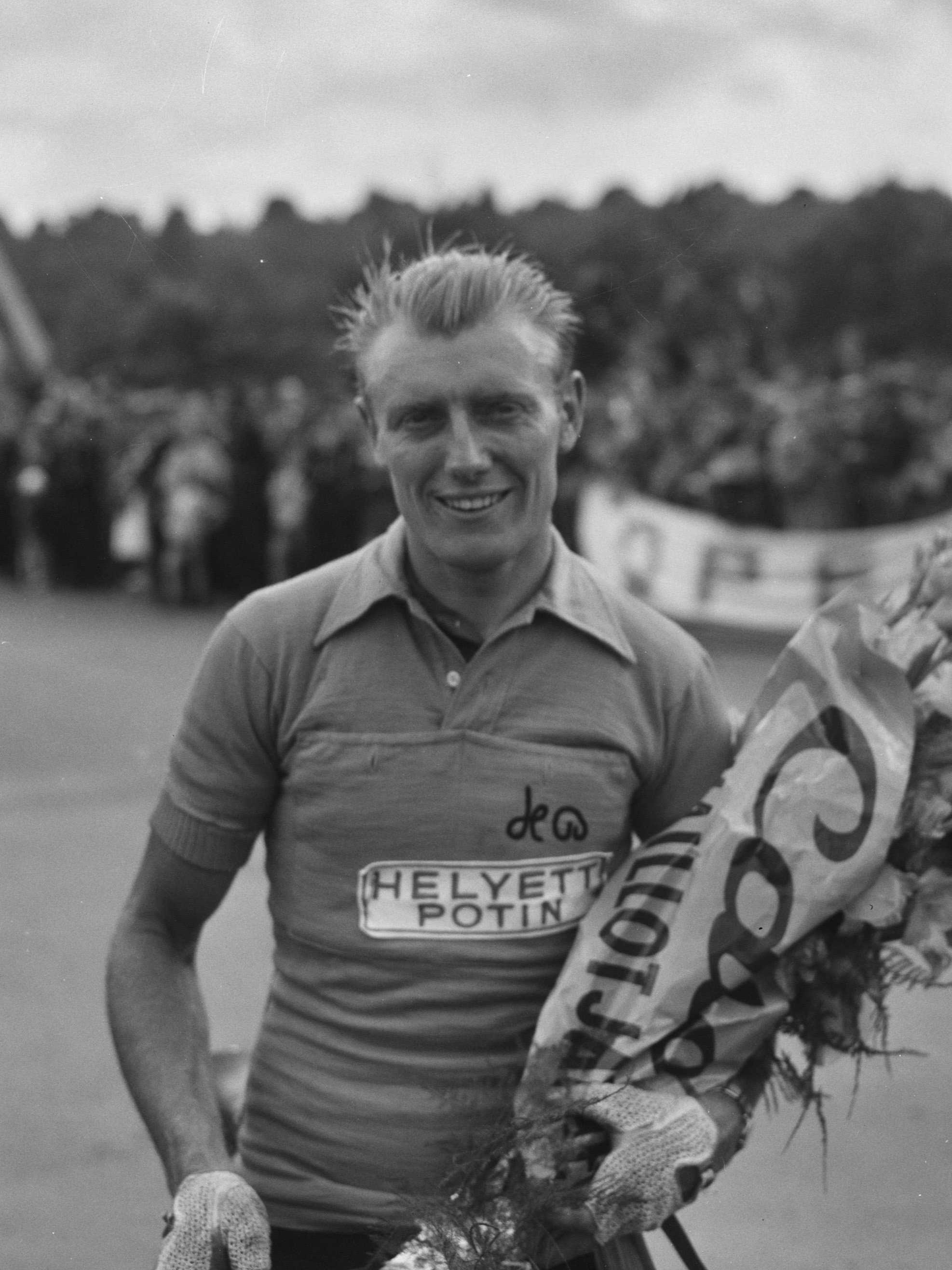
André Darrigade al 1961

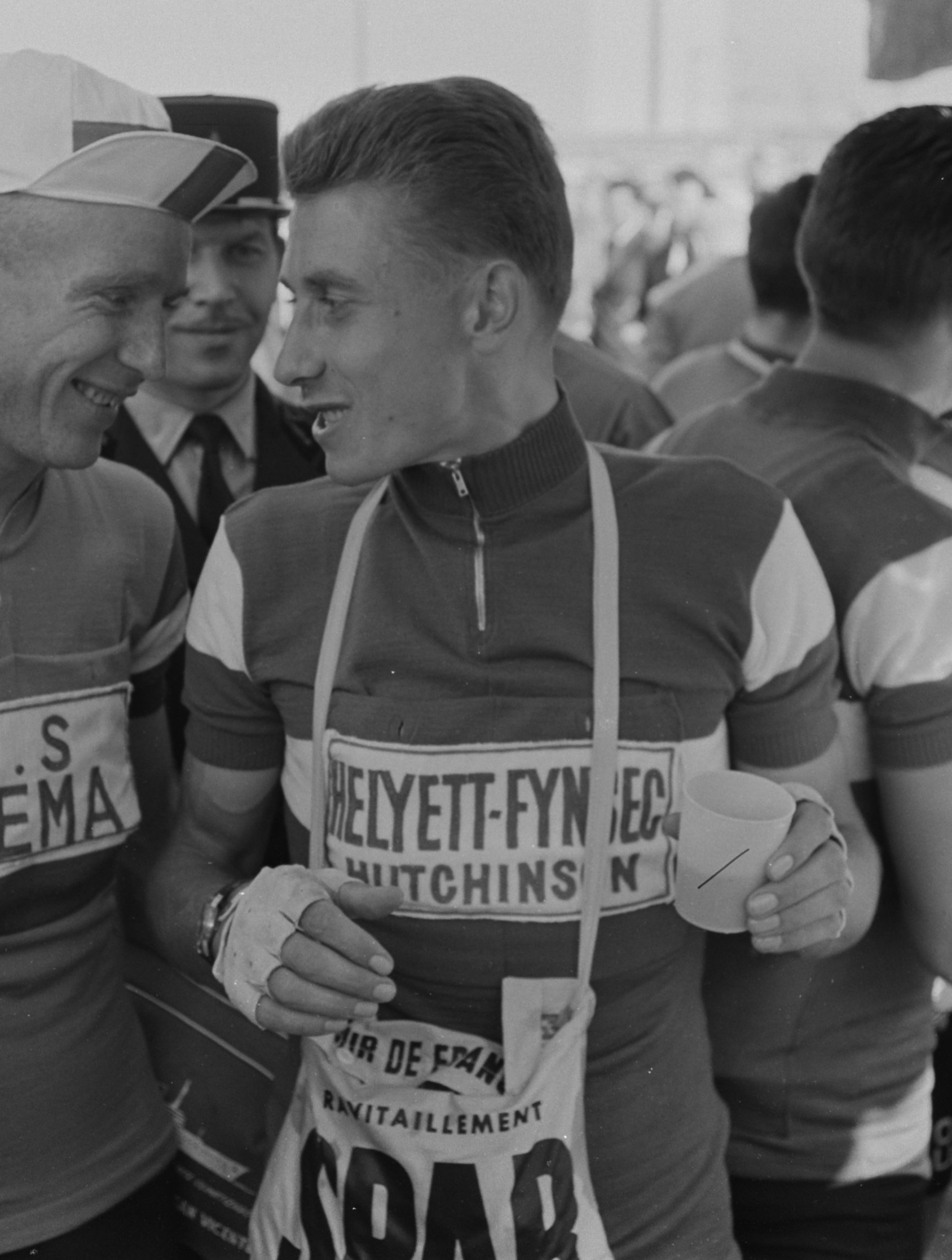
Jacques Anquetil al 1961

L'equip Helyett va ser un equip ciclista francès, de ciclisme en ruta que va competir entre 1932 i 1961. El seu triomf més important fou la victòria final al Giro d'Itàlia de 1960 per part de Jacques Anquetil.
Al 1962 es va unir a l'equip Saint-Raphaël-R. Geminiani.

## Principals resultats
- Gènova-Niça: Raoul Lesueur (1935), Joseph Groussard (1959), Jean Stablinski (1960)
- París-Niça: Jacques Anquetil (1935, Jacques Anquetil (1957, 1961), Jean Graczyk (1959)
- Fletxa Valona: Adolf Braeckeveldt (1937)
- Volta a Bèlgica: Adolf Braeckeveldt (1937), Joseph Somers (1939)
- Gran Premi de Valònia: Adolf Braeckeveldt (1938, 1939), Maurice Van Herzele (1942)
- Lieja-Bastogne-Lieja: Alfons Deloor (1938), Richard Depoorter (1943)
- París-Camembert: Joseph Goutorbe (1942), Joseph Groussard (1960)
- Critèrium del Dauphiné Libéré: Nello Lauredi (1950, 1951)
- París-Bourges: Jean-Marie Goasmat (1951)
- Volta a Llombardia: André Darrigade (1956)
- Quatre dies de Dunkerque: Jacques Anquetil (1958, 1959)
- Gran Premi de Lugano (contrarellotge): Jacques Anquetil (1958, 1959, 1960, 1961)
- Gran Premi de Denain: Seamus Elliott (1959), Gabriel Borra (1960)
- Omloop Het Volk: Seamus Elliott (1959)
- Gran Premi de Mònaco: Joseph Groussard (1959), Jean Graczyk (1960), Jo de Roo (1961)
- Critèrium Internacional: André Darrigade (1959), Jean Graczyk (1960), Jacques Anquetil (1961)
- Tour de Romandia: Louis Rostollan (1960, 1961)
- Giro de Sardenya: Jo de Roo (1960)
- Circuit de l'Aulne: Jean Stablinski (1960)
- Gran Premi de Fourmies: Michel Vermeulin (1960)

### A les grans voltes
- Giro d'Itàlia
  - 3 participacions (1959, 1960, 1961)
  - 8 victòries d'etapa:
    - 2 el 1959: Jacques Anquetil (2)
    - 5 el 1960: André Darrigade, Jacques Anquetil (2), Seamus Elliott, Jean Stablinski
    - 1 el 1961: Jacques Anquetil

  -  1 classificació final:
    - Jacques Anquetil al 1960

- Tour de França
  - 0 participacions

- Volta a Espanya
  - 0 participacions